# USS Adirondack (AGC-15)
USS Adirondack (AGC-15) – amerykański okręt dowodzenia typu Adirondack. Wszedł do służby w dniu kapitulacji Japonii kończącej II wojnę światową.
Stępkę jednostki położono 18 listopada 1944 roku w stoczni North Carolina Shipbuilding Co. na podstawie kontraktu zawartego przez Maritime Commission (MC hull 1705). Zwodowano go 13 stycznia 1945 roku. Został nabyty przez US Navy 4 lutego 1945 roku i tymczasowo wcielony do służby (ang. partial commission). Wycofano go ze służby w lutym 1945 roku. Jako USS „Adirondack” (AGC-15) wszedł do służby 2 września 1945 roku. 
Służył na Atlantyku. Wycofano go ze służby 1 lutego 1950 roku. Umieszczony w rezerwie.
Wrócił do służby 4 kwietnia 1951 roku. Służył m.in. na Atlantyku i Morzu Śródziemnym. Wycofany ze służby po raz ostatni 9 lutego 1955 roku. Przekazany Maritime Commission i umieszczony we flocie rezerwowej na James River. Skreślony z listy jednostek floty 1 czerwca 1961 roku. Sprzedany na złom 7 listopada 1972 roku.